# Verdienstorden des Landes Berlin

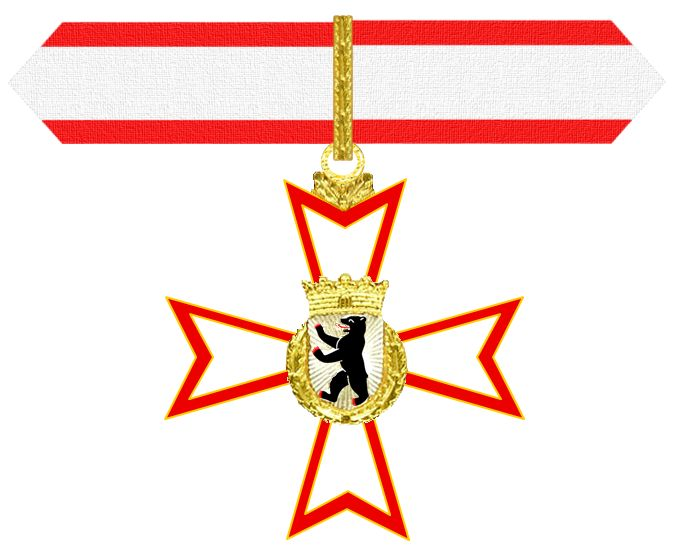
Avers des Berliner Verdienstordens (grafische Darstellung)

Der Verdienstorden des Landes Berlin wurde durch den Senat von Berlin anlässlich der 750-Jahr-Feier Berlins am 21. Juli 1987 gestiftet. Er gilt als höchste Auszeichnung des Landes Berlin, mit der Personen geehrt werden, die sich in besonderer Weise um Berlin verdient gemacht haben.
Vorschlagsberechtigt ist der Regierende Bürgermeister von Berlin, Anregungen kommen vom Präsidenten des Abgeordnetenhauses und den Mitgliedern des Berliner Senats. Die „Allgemeine Anweisung über die Stiftung des Verdienstordens des Landes Berlin“ beschreibt den Orden als „weiß-emailliertes achtspitziges Kreuz mit rotem Rande und einem in der Mitte aufgesetzten Bären auf silbernem Wappenschild“. Die Verleihung des Ordens findet immer am 1. Oktober eines Jahres im Großen Saal des Berliner Rathauses statt, dabei werden jeweils etwa zehn bis fünfzehn Personen durch den Regierenden Bürgermeister ausgezeichnet. Zu dieser Feierstunde werden neben den Familien der Auszuzeichnenden auch die bisherigen Träger des Ordens, die lebenden Ehrenbürger Berlins und weitere Persönlichkeiten aus Politik, Wirtschaft, Kultur und Medien eingeladen. Der 1. Oktober ist in zweifacher Hinsicht ein besonderer Tag in der Geschichte Berlins: Am 1. Oktober 1920 entstand durch Zusammenschluss vieler Städte und Gemeinden die Einheitsgemeinde Groß-Berlin und nach dem Zweiten Weltkrieg trat am 1. Oktober 1950 die Verfassung von Berlin in Kraft. Daher gilt der 1. Oktober als offizieller Geburtstag Berlins und eignet sich in besonderer Weise als Tag für diese Auszeichnung.
Insgesamt soll es nie mehr als 400 lebende Träger des Ordens geben, bis Ende 2023 wurde der Orden an 491 Personen verliehen, von denen nicht mehr alle leben.